# Lijst van rijksmonumenten aan de Gedempte Oude Gracht
De Gedempte Oude Gracht in de stad Haarlem telt 59 inschrijvingen in het rijksmonumentenregister. Hieronder een compleet overzicht.
| Object | Oorspronkelijke functie? | Bouwjaar                                                         | Architect | Locatie                                            | Coördinaten?                  | Nr.?  | Afbeelding |
| --- | ------------------------ | ---------------------------------------------------------------- | --------- | -------------------------------------------------- | ----------------------------- | ----- | --- |
| Pand met gepleisterde lijstgevel | Woonhuis                 |                                                                  |           | Gedempte Oude Gracht 1A                            | 52° 22' 56" NB, 4° 37' 56" OL | 19097 | Pand met gepleisterde lijstgevel                                                                                         |
| Pand met trapgevel, gepleisterd, toppinakel rustend op gebeeldhouwde kop                                                                                         | Woonhuis                 | eerste kwart 17e eeuw                                            |           | Gedempte Oude Gracht 17                            | 52° 22' 54" NB, 4° 37' 56" OL | 19098 | Meer afbeeldingen |
| Pand met trapgevel met boven boven de ramen, rustend op consoles, gebruikmaking van natuursteenblokken en versieringen                                           | Woonhuis                 | eerste kwart 17e eeuw                                            |           | Gedempte Oude Gracht 19                            | 52° 22' 54" NB, 4° 37' 56" OL | 19099 | Meer afbeeldingen |
| Bakstenen pand, rijk gebruikgemaakt van natuursteenblokken en versieringen, met gevel van het zogenaamde Haarlems type                                           | Woonhuis                 | 18e eeuw (ingangsomlijsting)                                     |           | Gedempte Oude Gracht 35                            | 52° 22' 52" NB, 4° 37' 57" OL | 19100 | Meer afbeeldingen |
| Pand met trapgevel, versieringen met natuursteenblokken boven de vensters, horizontale lijsten, toppinakel ontbreekt                                             | Woonhuis                 | eerste helft 17e eeuw                                            |           | Gedempte Oude Gracht 37                            | 52° 22' 52" NB, 4° 37' 57" OL | 19101 | Meer afbeeldingen |
| Pand met trapgevel, versieringen met natuursteenblokken, toppinakel op console met leeuwenmasker rustend                                                         | Woonhuis                 | eerste helft 17e eeuw                                            |           | Gedempte Oude Gracht 41                            | 52° 22' 51" NB, 4° 37' 57" OL | 19102 | Meer afbeeldingen |
| Pand met recht kroonlijst | Woonhuis                 | aanvang 19e eeuw                                                 |           | Gedempte Oude Gracht 43                            | 52° 22' 51" NB, 4° 37' 57" OL | 19103 | Meer afbeeldingen |
| Pand, voorheen trapgevel, thans lijstgevel | Woonhuis                 | tweede helft 19e eeuw (trapgevel) eind 18e eeuw (deuromlijsting) |           | Gedempte Oude Gracht 47                            | 52° 22' 51" NB, 4° 37' 58" OL | 19104 | Meer afbeeldingen |
| Pand met rechte getande kroonlijst | Woonhuis                 | begin 19e eeuw                                                   |           | Gedempte Oude Gracht 51                            | 52° 22' 50" NB, 4° 37' 58" OL | 19105 | Meer afbeeldingen |
| Pand met klokgevel met voluten, voorgevel deels herbouwd | Woonhuis                 |                                                                  |           | Gedempte Oude Gracht 53 (hk. Stoofsteeg)           | 52° 22' 50" NB, 4° 37' 58" OL | 19106 | Meer afbeeldingen |
| Statig hoog oprijzend patriciershuis met sobere brede gevel, middenpartij iets vooruitspringend, aan weerszijden een smalle lagere zijvleugel, rechte kroonlijst | Woonhuis                 | 18e eeuw (bovenlicht)                                            |           | Gedempte Oude Gracht 63 - 65                       | 52° 22' 48" NB, 4° 37' 58" OL | 19107 | Meer afbeeldingen |
| Pand met gepleisterde lijstgevel met 19e-eeuws aanzien | Woonhuis                 | 19e eeuw (aanzien)                                               |           | Gedempte Oude Gracht 67                            | 52° 22' 48" NB, 4° 37' 59" OL | 19108 | Meer afbeeldingen |
| Pand met lijstgevel met dodekop geverfd | Werk-woonhuis            | eerste helft 18e eeuw                                            |           | Gedempte Oude Gracht 69                            | 52° 22' 48" NB, 4° 37' 59" OL | 19109 | Meer afbeeldingen |
| Pand met rechte brede kroonlijst, beneden pui verbouwd | Handel en kantoor        | tweede helft 18e eeuw                                            |           | Gedempte Oude Gracht 81                            | 52° 22' 45" NB, 4° 38' 3" OL  | 19111 | Meer afbeeldingen |
| Pand met bakstenen pilastergevel met rechte kroonlijst, versierd met natuurstenen lijsten, basementen etc                                                        | Woonhuis                 | Aanvang 18e eeuw                                                 |           | Gedempte Oude Gracht 83                            | 52° 22' 45" NB, 4° 38' 3" OL  | 19112 | Meer afbeeldingen |
| Pand met rechte kroonlijst, beneden verbouwd 18e eeuw | Woonhuis                 | 18e eeuw (verbouwing?)                                           |           | Gedempte Oude Gracht 85                            | 52° 22' 45" NB, 4° 38' 3" OL  | 19113 | Meer afbeeldingen |
| Pand met trapgevel, geblokte rondbogen boven de vensters, gevel met natuursteenblokken versierd                                                                  | Werk-woonhuis            | eerste helft 17e eeuw                                            |           | Gedempte Oude Gracht 91                            | 52° 22' 44" NB, 4° 38' 5" OL  | 19114 | Meer afbeeldingen |
| Pand met trapgevel met rondbogen versierd, toepassing van natuursteenblokken versierd, toppinakel rustend op console, kruisvensters, beneden intact              | Werk-woonhuis            | eerste helft 17e eeuw                                            |           | Gedempte Oude Gracht 93 (hk. Frankestraat)         | 52° 22' 44" NB, 4° 38' 4" OL  | 19115 | Meer afbeeldingen |
| Pand met lijstgevel, beneden verbouwd | Werk-woonhuis            | aanvang 19e eeuw                                                 |           | Gedempte Oude Gracht 97                            | 52° 22' 43" NB, 4° 38' 5" OL  | 19116 | Pand met lijstgevel, beneden verbouwd                                                                                    |
| Pand met gepleisterde lijstgevel, beneden verbouwd | Werk-woonhuis            |                                                                  |           | Gedempte Oude Gracht 99                            | 52° 22' 43" NB, 4° 38' 5" OL  | 19117 | Pand met gepleisterde lijstgevel, beneden verbouwd                                                                       |
| Pand met lijstgevel beneden verbouwd | Werk-woonhuis            | laat 18e eeuw                                                    |           | Gedempte Oude Gracht 101                           | 52° 22' 43" NB, 4° 38' 6" OL  | 19118 | Meer afbeeldingen |
| Pand met grote lijstgevel | Werk-woonhuis            | eerste helft 19e eeuw                                            |           | Gedempte Oude Gracht 103                           | 52° 22' 43" NB, 4° 38' 6" OL  | 19119 | Meer afbeeldingen |
| Pand met gepleisterde lijstgevel, ramen met gebogen hoeken | Werk-woonhuis            | midden 19e eeuw (ramen?)                                         |           | Gedempte Oude Gracht 105 (hk. Schagchelstraat)     | 52° 22' 43" NB, 4° 38' 6" OL  | 19120 | Meer afbeeldingen |
| Pand met lijstgevel | Woonhuis                 | 19e eeuw                                                         |           | Gedempte Oude Gracht 109                           | 52° 22' 42" NB, 4° 38' 7" OL  | 19121 | Meer afbeeldingen |
| Pand met lijstgevel | Woonhuis                 | 19e eeuw                                                         |           | Gedempte Oude Gracht 111                           | 52° 22' 42" NB, 4° 38' 8" OL  | 19122 | Meer afbeeldingen |
| Pand met trapgevel, boven de vensters toegespitste bogen met natuurstenen blokken                                                                                | Woonhuis                 | aanvang 17e eeuw                                                 |           | Gedempte Oude Gracht 113                           | 52° 22' 42" NB, 4° 38' 8" OL  | 19123 | Meer afbeeldingen |
| Pand met lijstgevel 19e eeuw | Woonhuis                 | 19e eeuw                                                         |           | Gedempte Oude Gracht 115                           | 52° 22' 42" NB, 4° 38' 8" OL  | 19124 | Meer afbeeldingen |
| Pand met trapgevel boven de vensters toegespitste bogen met natuursteen blokken                                                                                  | Woonhuis                 | aanvang 17e eeuw                                                 |           | Gedempte Oude Gracht 117                           | 52° 22' 42" NB, 4° 38' 8" OL  | 19125 | Meer afbeeldingen |
| Pand met klokgevel, horizontaal afgedekt | Woonhuis                 |                                                                  |           | Gedempte Oude Gracht 20                            | 52° 22' 54" NB, 4° 37' 54" OL | 19126 | Pand met klokgevel, horizontaal afgedekt                                                                                 |
| Pand met lijstgevel, houten omlijsting | Woonhuis                 | begin 19e eeuw                                                   |           | Gedempte Oude Gracht 24                            | 52° 22' 53" NB, 4° 37' 51" OL | 19127 | Pand met lijstgevel, houten omlijsting                                                                                   |
| Pand met lijstgevel | Woonhuis                 |                                                                  |           | Gedempte Oude Gracht 26                            | 52° 22' 54" NB, 4° 37' 54" OL | 19128 | Pand met lijstgevel |
| Pand met klokgevel met voluten en krullen, midden 18e eeuw, onderpui verbouwd                                                                                    | Werk-woonhuis            | midden 18e eeuw                                                  |           | Gedempte Oude Gracht 34                            | 52° 22' 53" NB, 4° 37' 55" OL | 19129 | Meer afbeeldingen |
| Pand met trapgevel met dodekop geverfd, bogen boven de vensters met natuursteen blokken, toppinakel rustend op consoles met leeuwenkopmasker                     | Woonhuis                 | eerste helft 17e eeuw                                            |           | Gedempte Oude Gracht 36                            | 52° 22' 52" NB, 4° 37' 55" OL | 19130 | Meer afbeeldingen |
| Pand met trapgevel met bogen | Werk-woonhuis            | eerste helft 17e eeuw                                            |           | Gedempte Oude Gracht 42                            | 52° 22' 52" NB, 4° 37' 55" OL | 19131 | Meer afbeeldingen |
| Pand met trapgevel, rijk met natuursteenversieringen voorziene blokken, consoles met engelenmaskers, bogen boven de vensters dragend                             | Woonhuis                 | eerste helft 17e eeuw                                            |           | Gedempte Oude Gracht 44                            | 52° 22' 52" NB, 4° 37' 55" OL | 19132 | Meer afbeeldingen |
| Laag huis met rechte daklijst, kruisvensters met halve luiken, natuurstenen blokversiering                                                                       | Opslag                   | 17e eeuw (indruk)                                                |           | Gedempte Oude Gracht 46 (hk. Zuiderstraat)         | 52° 22' 51" NB, 4° 37' 56" OL | 19133 | Meer afbeeldingen |
| Voorheen trapgevel van Haarlems type, bogen boven vensters op console rustend, engelen en leeuwenmaskers. Beneden verbouwd                                       | Werk-woonhuis            | eerste helft 17e eeuw                                            |           | Gedempte Oude Gracht 48                            | 52° 22' 51" NB, 4° 37' 56" OL | 19134 | Meer afbeeldingen |
| Pand met houten kroonlijst en gebogen fronton | Woonhuis                 | 18e eeuw (verbouwing?)                                           |           | Gedempte Oude Gracht 56                            | 52° 22' 50" NB, 4° 37' 56" OL | 19135 | Pand met houten kroonlijst en gebogen fronton                                                                            |
| Patriciershuis | Woonhuis                 | eerste helft 18e eeuw                                            |           | Gedempte Oude Gracht 60                            | 52° 22' 50" NB, 4° 37' 56" OL | 19136 | Meer afbeeldingen |
| Pand met fraai gebogen gelobd fronton, rondvensters, beeldhouwwerk met engelenkop en guirlandes                                                                  | Werk-woonhuis            |                                                                  |           | Gedempte Oude Gracht 62                            | 52° 22' 49" NB, 4° 37' 56" OL | 19137 | Meer afbeeldingen |
| Pand met gepleisterde geblokte lijstgevel uit einde 18e eeuw | Werk-woonhuis            | einde 18e eeuw                                                   |           | Gedempte Oude Gracht 64                            | 52° 22' 49" NB, 4° 37' 56" OL | 19138 | Meer afbeeldingen |
| Pand met rechte kroonlijst, gepleisterde blokken, schuiframen met kleine roeden                                                                                  | Werk-woonhuis            | 18e-eeuwse (schuiframen)                                         |           | Gedempte Oude Gracht 70                            | 52° 22' 48" NB, 4° 37' 57" OL | 19139 | Meer afbeeldingen |
| Pand met rechte kroonlijst met triglyphen en metopen, twee ingangen, herbouw beneden verbouwd                                                                    | Woonhuis                 | 18e eeuw (deels)                                                 |           | Gedempte Oude Gracht 74                            | 52° 22' 48" NB, 4° 37' 57" OL | 19140 | Pand met rechte kroonlijst met triglyphen en metopen, twee ingangen, herbouw beneden verbouwd                            |
| Pand met gepleisterde lijstgevel, empire ingangsomlijsting | Woonhuis                 | einde 18e eeuw                                                   |           | Gedempte Oude Gracht 76                            | 52° 22' 48" NB, 4° 37' 57" OL | 19141 | Pand met gepleisterde lijstgevel, empire ingangsomlijsting                                                               |
| Pand met rechte kroonlijst, geel geverfd | Werk-woonhuis            | eind 18e eeuw                                                    |           | Gedempte Oude Gracht 78                            | 52° 22' 47" NB, 4° 37' 57" OL | 19142 | Pand met rechte kroonlijst, geel geverfd                                                                                 |
| Breed pand met lijstgevel, consoles met schelpmotieven versieringen, statig herenhuis                                                                            | Werk-woonhuis            | midden 18e eeuw (pand) 18e eeuw (stoephek)                       |           | Gedempte Oude Gracht 90                            | 52° 22' 44" NB, 4° 38' 3" OL  | 19143 | Meer afbeeldingen |
| Statig herenhuis met gesneden deuromlijsting met zijlichten en gesneden adelaars in deuromlijsting, kroonlijst met zelfde fraai gesneden consoles                | Woonhuis                 | midden 18e eeuw (pand) 18e eeuw (stoephek)                       |           | Gedempte Oude Gracht 92                            | 52° 22' 44" NB, 4° 38' 3" OL  | 19144 | Meer afbeeldingen |
| Pand met brede trapgevel met getande horizontale lijst, bogen boven de ramen, gevel met dodekop geverfd, benedendeel intact                                      | Woonhuis                 |                                                                  |           | Gedempte Oude Gracht 96                            | 52° 22' 43" NB, 4° 38' 4" OL  | 19145 | Meer afbeeldingen |
| Pand met klokgevel met driehoekige frontonbekroning, beneden verbouwd                                                                                            | Woonhuis                 | eind 17e eeuw                                                    |           | Gedempte Oude Gracht 98                            | 52° 22' 43" NB, 4° 38' 4" OL  | 19146 | Meer afbeeldingen |
| Pand met dubbele lijstgevel in de 18e eeuw verhoogd, voorheen trapgevels                                                                                         | Woonhuis                 | eerste helft 17e eeuw (pand) 18e eeuw (verhoging)                |           | Gedempte Oude Gracht 100                           | 52° 22' 43" NB, 4° 38' 4" OL  | 19147 | Meer afbeeldingen |
| Pand met kroonlijst en gebogen fronton, consoles met rococo ornament, vaasvormige bekroning, beneden verbouwd                                                    | Woonhuis                 |                                                                  |           | Gedempte Oude Gracht 102                           | 52° 22' 43" NB, 4° 38' 5" OL  | 19148 | Meer afbeeldingen |
| Zuiderkapel | Kerk en kerkonderdeel    | midden 19e eeuw                                                  |           | Gedempte Oude Gracht 104                           | 52° 22' 43" NB, 4° 38' 5" OL  | 19149 | Meer afbeeldingen |
| Pand met trapgevel, versiering met natuurstenen blokken, gevelsteen met davidster                                                                                | Woonhuis                 | eerste helft 17e eeuw (bouw) 1946 (restauratie)                  |           | Gedempte Oude Gracht 106                           | 52° 22' 42" NB, 4° 38' 5" OL  | 19150 | Pand met trapgevel, versiering met natuurstenen blokken, gevelsteen met davidster                                        |
| Pand met klokgevel, voorheen trapgevel, toegespitste bogen boven vensters met natuurstenen blokken, grote leeuwenmaskers                                         | Woonhuis                 | 1609                                                             |           | Gedempte Oude Gracht 114                           | 52° 22' 41" NB, 4° 38' 7" OL  | 19151 | Pand met klokgevel, voorheen trapgevel, toegespitste bogen boven vensters met natuurstenen blokken, grote leeuwenmaskers |
| Gepleisterd pand met rechte kroonlijst | Woonhuis                 | midden 19e eeuw                                                  |           | Gedempte Oude Gracht 144 (zie Essenstraat 1 t/m 7) | 52° 22' 40" NB, 4° 38' 14" OL | 19152 | Meer afbeeldingen |
| Pakhuis met topgevel | Opslag                   |                                                                  |           | Gedempte Oude Gracht 146                           | 52° 22' 40" NB, 4° 38' 14" OL | 19153 | Meer afbeeldingen |
| Pand met hoge gevel met rechte kroonlijst, met houten gesloten balustrades en dakvensters, versierd                                                              | Werk-woonhuis            | midden 19e eeuw                                                  |           | Gedempte Oude Gracht 148                           | 52° 22' 40" NB, 4° 38' 15" OL | 19154 | Meer afbeeldingen |
| Pand met hoge gevel met rechte kroonlijst, met houten gesloten balustrades en dakvensters, versierd                                                              | Woonhuis                 | midden 19e eeuw                                                  |           | Gedempte Oude Gracht 150                           | 52° 22' 40" NB, 4° 38' 15" OL | 19155 | Meer afbeeldingen |
| Geschilderd langgerekt pand met lijstgevel | Woonhuis                 | begin 19e eeuw                                                   |           | Gedempte Oude Gracht 152 - 154                     | 52° 22' 40" NB, 4° 38' 16" OL | 19156 | Meer afbeeldingen |

Centrum:
Bakenessergracht ·
Frankestraat ·
Gedempte Oude Gracht ·
Gierstraat ·
Groot Heiligland ·
Grote Houtstraat ·
Grote Markt ·
Jansstraat ·
Kenaupark ·
Klein Heiligland ·
Kleine Houtstraat ·
Kleine Houtweg ·
Koningstraat ·
Nieuwe Gracht ·
Parklaan ·
Spaarnwouderbuurt ·
Wilhelminastraat ·
Zijlstraat

Zuid-West:
Florapark ·
Floraplein ·
Wagenweg 

Haarlem-Oost

Schalkwijk

Noord:
Begraafplaats Kleverlaan ·
Spaarndam 